# 沃德鎮區 (阿肯色州約翰遜縣)
沃德鎮區（英語：Ward Township）是位於美國阿肯色州約翰遜縣的一個行政鎮區。

## 地方資料
沃德鎮區的面積為57.67平方千米，當中陸地面積為53.07平方千米，而水域面積為4.60平方千米。根據2010年美國人口普查的數據，當地共有人口978人，而人口密度為每平方千米16.96人。